# Paul Pieck

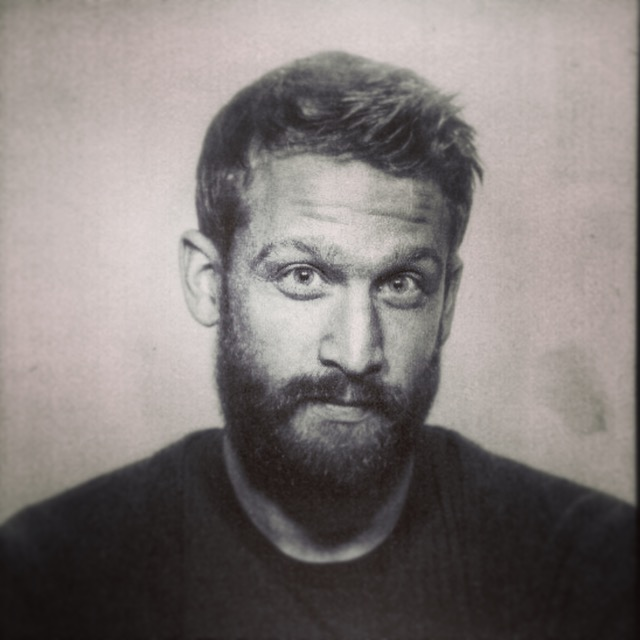
Paul Pieck, 2014

Paul Pieck (* 11. September 1981 in Tübingen) ist ein deutscher Kameramann.

## Leben
Paul Pieck studierte an der FH Dortmund Kamera, während er als Beleuchter und Gripper bei Filmproduktionen arbeitete. Eine seiner ersten Kameraarbeiten war 2006 der von Felix Hassenfratz inszenierte Kurzfilm Der blecherne Lemming. Später war er beteiligt an Poldis Engel und Hans im Glück. 2008 führte er die Kamera bei der Webserie Highroller und Tank mit Raphael Rubino und Daniel Wiemer.
Pieck drehte 2009 drehte er mit Peter Hümmeler den Kurzfilm Soltau, der den Publikumspreis des Köln-Unlimited-Festival gewann, und den Dokumentarfilm Franks Welt, der auf den Internationalen Hofer Filmtagen aufgeführt wurde.
Im Jahr 2010 war Pieck Kameramann der Second Unit bei dem Kinofilm Eine Insel namens Udo von Markus Sehr. Im gleichen Jahr drehte er mit den Regisseurinnen Pia Hellenthal und Marina Klauser den Kurzspielfilm Ganoven, der 2012 im NRW-Wettbewerb der Oberhausener Kurzfilmtage lief.
Ebenfalls im NRW-Wettbewerb 2012 lief der von Blinkerfilm, Boogiefilm und dem WDR koproduzierte Dokumentarfilm Borschemich (neu) von Christine Uschy Wernke, bei dem Paul Pieck ebenfalls für die Bildgestaltung verantwortlich war. Borschemich (neu) ist Teil des dok-you-Projekts und wurde ebenfalls auf dem Kinderfilmfestival Goldener Spatz im Dokumentarfilm-Wettbewerb 2012 gezeigt.

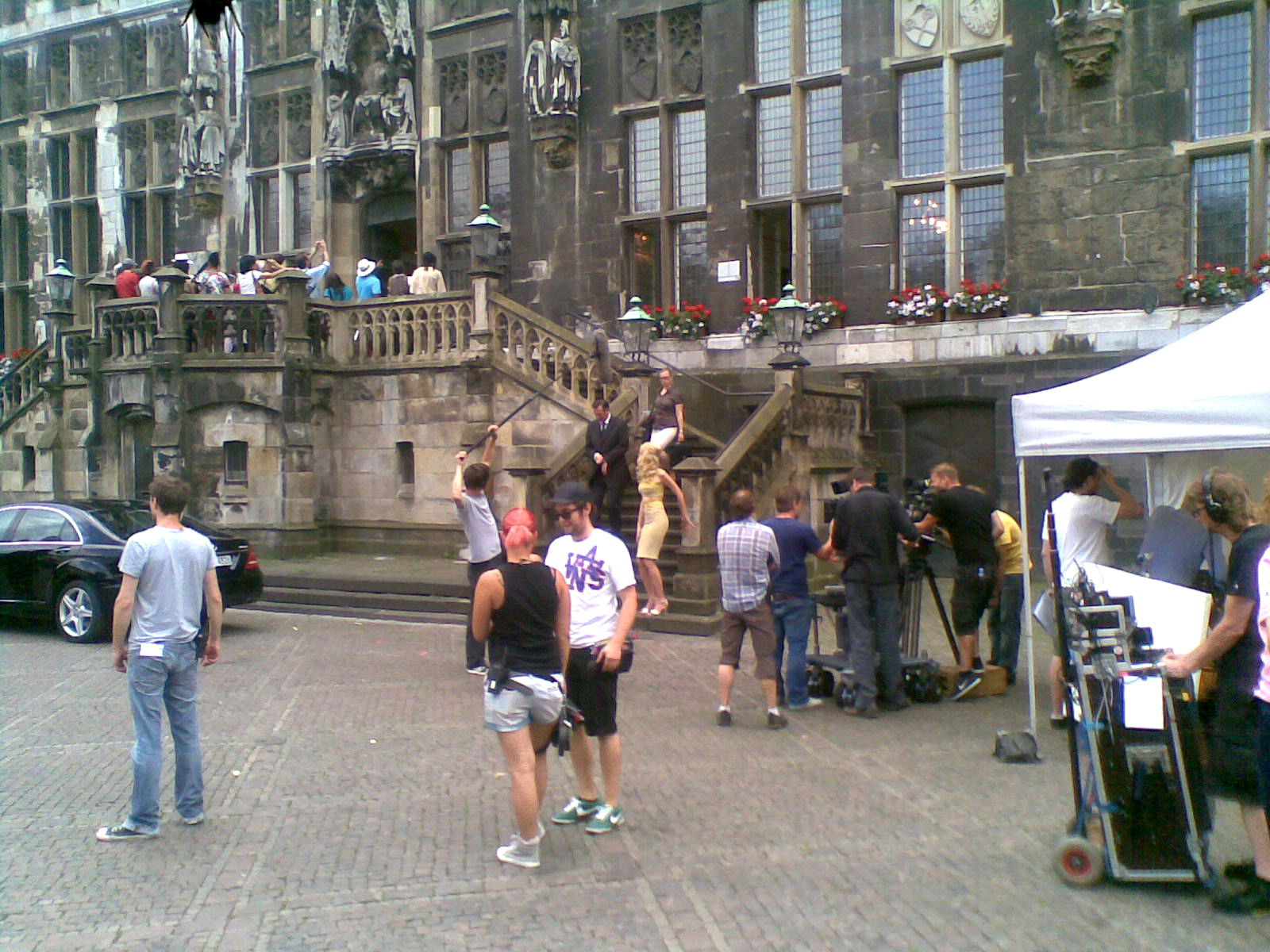
Paul Pieck (mit einem Bein auf einer Bühnenkiste) schaut durch die Kamera im Rahmen der Dreharbeiten zur ARD-Serie Heiter bis tödlich: Zwischen den Zeilen (2012).

Pieck war beteiligt an dem  Kurzspielfilm Spielzeit von Lucas Mireles, der im internationalen Kurzfilm-Wettbewerb 2012 des Sundance Film Festival uraufgeführt wurde. An der ersten Staffel der ARD-Serie Heiter bis tödlich: Zwischen den Zeilen war an der Kameraarbeit beteiligt.
Ab 2015 war er für drei Staffeln Kameramann bei der Comedy-Serie Comedy Rocket. Auf Facebook konnte Comedy Rocket über 230 Millionen Videoabrufe verzeichnen. Auf Youtube erreichte der Clip Sex in der Badewanne über 18 Millionen Zuschauer (Stand Januar 2020). Im Jahr 2017 war Comedy Rocket nominiert für den Goldene Kamera Digital Award in der Kategorie Comedy.
Ab 2016 etablierte sich Pieck als Kameramann für Fernsehserien und -spielfilme. Zu seinem Œuvre zählen Arbeiten wie Nicht tot zu kriegen, Sankt Maik und Beste Schwestern, die als Comedy-Serien zur Hauptsendezeit bei dem deutschen Privatsender RTL Television veröffentlicht wurden. Im Auftrag des Pay-TV-Senders Sat.1 emotions sowie des Free-TV-Senders Sat.1 drehte er Episoden der Krimiserie Einstein. Für die deutsche, vom ZDF mit komödiantischen Anteilen produzierte Krimi-Fernsehreihe Marie Brand war er als Cinematograph für die 31. Episode Marie Brand und der entsorgte Mann verantwortlich. Komödiantisch geht es ebenfalls bei der Schmunzelkrimi-Serie Mord mit Aussicht zu, bei deren Relaunch er ab 2022 beteiligt war. Im Rahmen der Kriminalfilmreihe Harter Brocken legte er für das deutsche öffentlich-rechtliche Fernsehprogramm Das Erste die Spielfilme Der Waffendeal (2021) und Der Goldrausch (2023) vor. In dieser Phase seines Schaffens kollaborierte er wiederholt mit den Regisseuren Markus Sehr, Hanno Olderdissen und Oliver Schmitz.
2023 wandte er sich dem Kino zu und fotografierte unter der Regie von Daniel Rakete Siegel und Denis Moschitto den Thriller Schock. Seine Kameraarbeit wurde in der Filmkritik vielfach hervorgehoben. So lobte das Lexikon des internationalen Films den „intensiven Neo-Noir-Thriller“ als „pures Körperkino, das einem in die Glieder“ fahre, bei dem „die Bilder nach[hallen]“. Die Filmzeitschrift epd Film schreibt, „die Dunkelheit in Schock“ sei „fast so umfassend wie in David Finchers Sieben“ und bescheinigt dem Film, ein „ruhiger und erstaunlich stilbewusst inszenierter Thriller“ zu sein. Hervorgehoben werden „die ruhig komponierten, teils neonlichtgetränkten Bilder von Kameramann Paul Pieck.“ „Atmosphärisch dicht und mit denkbar düsteren Bildern ausgestattet,“ präsentiere sich „diese knallharte Gangster-Saga“, schreibt Dieter Oßwald auf programmkino.de.
Paul Pieck lebt und arbeitet in Köln. Er ist Mitglied im Berufsverband Kinematografie (BVK).

## Filmografie
- 2006: Der blecherne Lemming
- 2006: Poldis Engel
- 2008: Highroller und Tank
- 2009: Hans im Glück
- 2009: Soltau
- 2009: Franks Welt
- 2009: The Green Wave (Interview Johan Galtung)
- 2010: People on Sunday 2010
- 2010: Eine Insel namens Udo (Second Unit)
- 2010: Ganoven
- 2011: Borschemich
- 2012: Spielzeit (Second Unit, Setfotograf, Darsteller)
- 2013: Heiter bis tödlich: Zwischen den Zeilen (Episode 1-16)
- 2015: Schnick Schnack Schnuck
- 2015–2017: Comedy Rocket
- 2016: Nicht tot zu kriegen
- 2017: Beste Schwestern
- 2017–2018: Einstein (Episode 17-26)
- 2018–2020: Sankt Maik (Episode 18-24)
- 2019: Gegen den Strom (Kurzspielfilm)
- 2019: Andere Eltern
- 2019: Deutschland
- 2021: Harter Brocken: Der Waffendeal
- 2022: Marie Brand und der entsorgte Mann
- 2022: Last X-Mas
- 2023: Harter Brocken: Der Goldrausch
- 2023: Schock
- 2025: Die Beste zum Schluss